# Pierre Bardin
Pierre Bardin (Rouen, 1595 – Parijs, 29 mei 1635) was een Frans filosoof en wiskundige, lid van de Académie française.

## Levensloop
Bardin studeerde bij de jezuïeten zowel wijsbegeerte en theologie als wiskunde. Hij werd op 27 maart 1634 opgenomen als een van de eerste leden van de Académie française.
Hij publiceerde Pensées morales, een parafrase op de Ecclesiasticus. Zijn belangrijkste werk bleef onafgewerkt: Le Lycée, waarin hij handelde over de "honnête homme". Hij schreef ook Le Grand Chambellan de France en een brief over de bezetenen van Loudun. 
Acht dagen voor zijn dood sprak hij op 21 mei 1635 in de Académie een redevoering uit onder de titel Du style philosophique.
Bardin verdronk enkele maanden na zijn opname in de Académie, toen hij ter hulp snelde van zijn leerling d'Humières. Het was het eerste sterfgeval onder de leden van de Académie en was een gelegenheid voor de leden om de eerbetuigingen voor overleden leden op punt te stellen. Er werd voortaan een religieuze plechtigheid voorzien in de kerk van de karmelieten, er werd een huldeadres opgemaakt die een beknopte biografie inhield, en daarnaast een epitaaf in verzen en een in proza. Later werd dit vervangen door een lofrede die werd uitgesproken door de opvolger van de overledene. 
De lofrede ter ere van Bardin werd uitgesproken door Antoine Godeau. Het grafschrift in verzen werd geschreven door Jean Chapelin en dat in proza door de abbé de Cérizy, Germain Habert.

## Publicaties
- 1614 Panégyrique au Roy et à la Royne régente sur leur retour de Poictou et Bretagne
- 1621 Le Tombeau de Monseigneur le duc de Mayenne, ou le Temple de la magnanimité
- 1623 Le grand chambellan de France, livre où il est amplement traicté des honneurs, droicts et pouvoirs de cet office, et où sont déduits plusieurs rares et remarquables antiquités de la Maison et couronne de France
- 1632 Pensées morales du S. Bardin sur l'Ecclésiaste de Salomon
- 1632 Des Connoissances, Parijs
- 1632-1634 Le Lycée du Sr Bardin, où en plusieurs promenades il est traité des connoissances, des actions et des plaisirs d'un honneste homme, 2 vol., Parijs, Camusat
- 1634 Des Actions, Parijs, Camusat

## Secundaire literatuur
- Tyrtée Tastet, Histoire des quarante fauteuils de l'Académie française depuis la fondation jusqu'à nos jours, 1635-1855, volume IV, Parijs, 1855
- Duc de Castries, La Vieille Dame du Quai Cont, Parijs, Fayard, 1974
- Hélène Carrère-d'Encausse, Des siècles d'immortalité, Parijs, Fayard, 2011
- Amin Maalouf, Un fauteuil sur la Seine, Parijs, Grasset, 2016

- Bibliothèque nationale de France: cb125272379 (data)
- Gemeinsame Normdatei: 128461330
- International Standard Name Identifier: 0000 0001 1587 1560
- Nationale Bibliotheek van Polen: a0000002623566
- Nederlandse Thesaurus van Auteursnamen: 081610947
- Système universitaire de documentation: 034524797
- Virtual International Authority File: 3525892
- WorldCat: E39PBJtMm49p6wpKRRCkypXGHC